# Геодинаміка (журнал)
Журнал «Геодинаміка» — науковий періодичний журнал із геодезичних, геологічних та геоморфологічних аспектів геодинаміки літосфери.
Заснований 1995 року згідно з рішенням міжнародної конференції «Геодинаміка гірських систем Європи», яка проходила 1994 року у м. Яремча Івано-Франківської області.
Журнал видається у м. Львові видавництвом Національного університету «Львівська політехніка», виходить друком щорічно (з 2011 р. — двічі на рік), містить 3 розділи — «Геодезія», «Геологія», «Геофізика» і публікує українською, російською та англійською мовами статті українських та зарубіжних вчених з зазначених дисциплін, які стосуються проблем геодинаміки та суміжних питань.
Для спеціалістів — геодезистів, геологів та геофізиків, науковців академічних і галузевих установ, викладачів, аспірантів та студентів вищих навчальних закладів, які займаються проблемами геодинаміки та дослідженнями в суміжних областях наук.
Науковий журнал «Геодинаміка» внесений органом центральної виконавчої влади до переліку фахових видань за технічними (спеціальність «геодезія») та геологічними науками

## Засновники
- Державна служба геодезії, картографії та кадастру України.
- Інститут геофізики ім. С. І. Субботіна Національної академії наук України.
- Інститут геології і геохімії горючих копалин Національної академії наук України.
- Національний університет «Львівська політехніка».
- Львівське астрономо-геодезичне товариство.

## Редакція
Головний редактор: Корнилій Третяк, д-р техн. наук, проф.,

Національний університет «Львівська політехніка», Україна, 79013, Львів, вул. С. Бандери, 12.
Заступники головного редактора:
- Федір Заблоцький (розділ «Геодезія»), д-р техн. наук, проф.,

Національний університет «Львівська політехніка», Україна, 79013, Львів, вул. С. Бандери, 12.
- Мирослав Павлюк (розділ «Геологія»), д-р геол.-мін. наук, проф., чл.-кор. НАН України,

Інститут геології і геохімії горючих копалин НАН України, Україна, 79060, Львів, вул. Наукова, 3-а.
- Валентин Максимчук (розділ «Геофізика»), д-р фіз.-мат. наук, проф.,

Карпатське відділення Інституту геофізики ім. С. І. Субботіна НАН України, Україна, 79060, Львів, вул. Наукова, 3-б.
Відповідальний секретар: Андрій Назаревич, канд. фіз.-мат. наук, ст. наук. співр.,

Карпатське відділення Інституту геофізики ім. С. І. Субботіна НАН України, Україна, 79060, Львів, вул. Наукова, 3-б.